# Motorola 68008

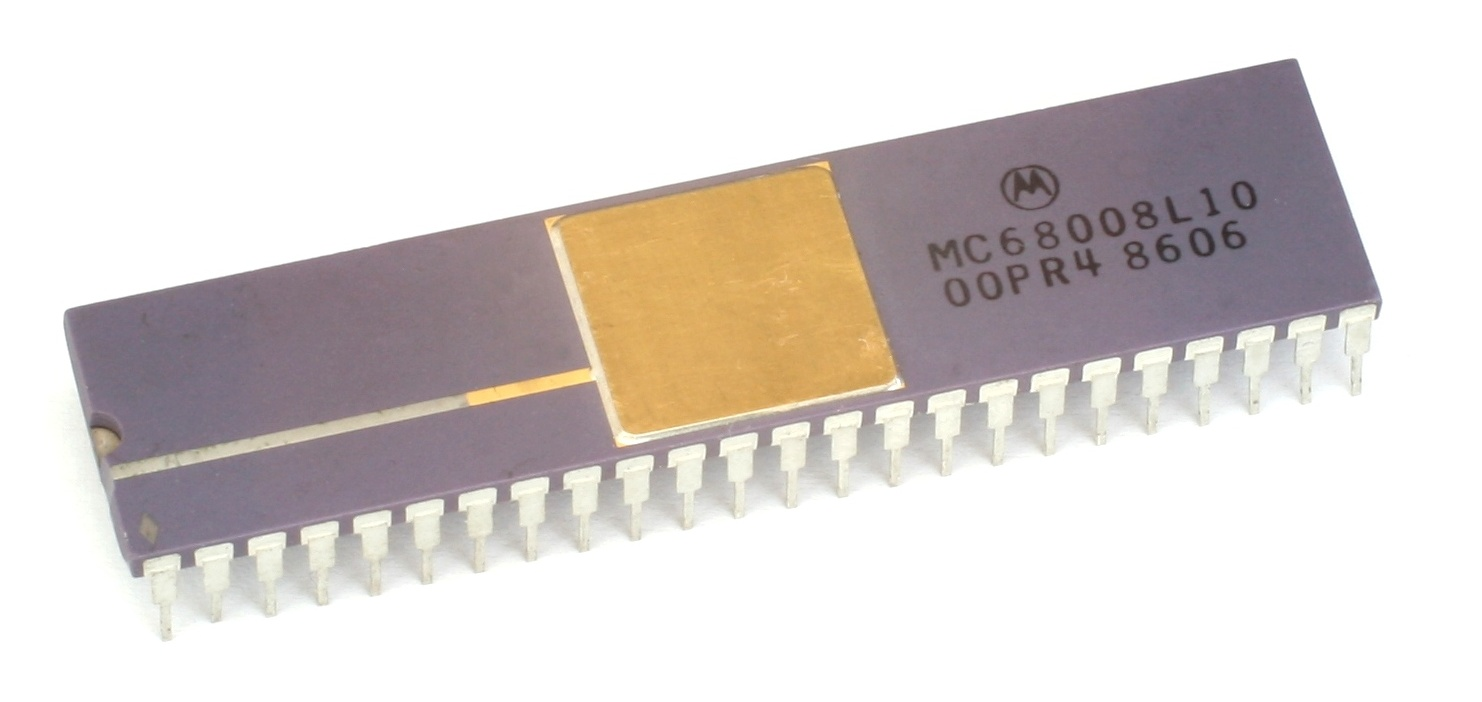
Motorola MC68008

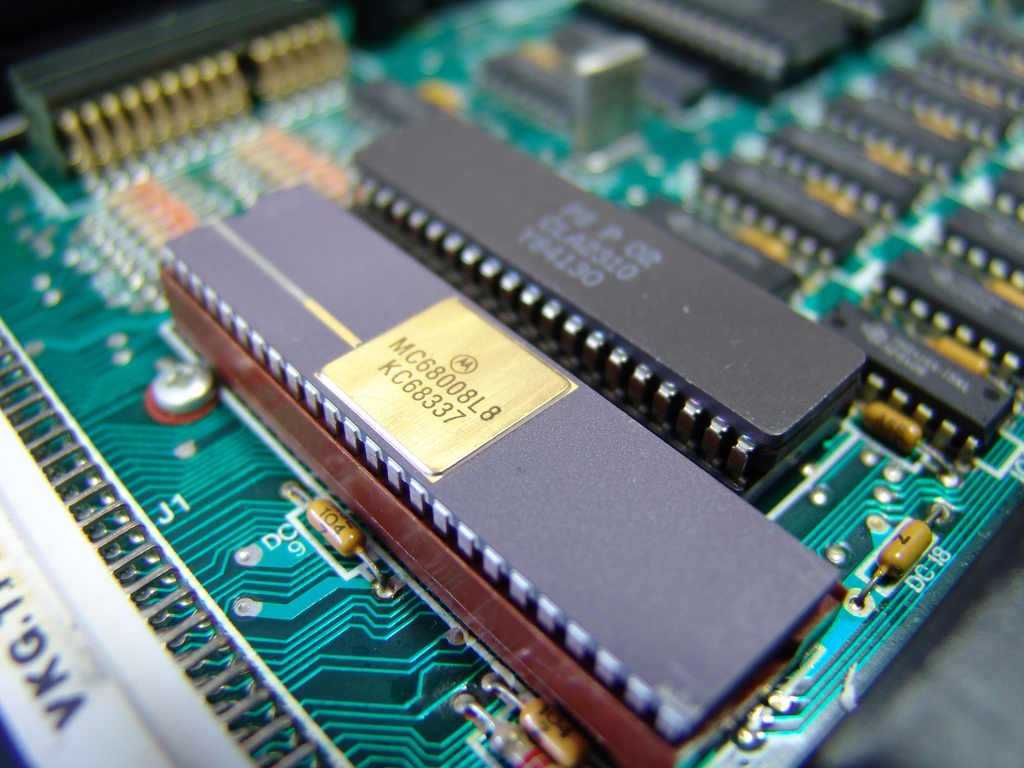
68008 a Sinclair QL alaplapján

A Motorola 68008 egy Motorola gyártmányú 8/16/32 bites CISC mikroprocesszor, a Motorola m68k processzorcsalád első generációjának tagja. Ez a processzor a Motorola 68000 8 bites külső adatsínnel és keskenyebb címsínnel ellátott verziója.
Az eredeti 68000-es processzor címsíne 24 bites, adatsíne 16 bites. Ezek viszonylag széles buszok, emiatt nehéz volt olcsó rendszereket tervezni a 68000-es használatával; a buszvonalakat nehéz volt elhelyezni a nyomtatott áramköri panelon, és számos támogató áramkört igényeltek. Egy 16 bites adatbuszhoz kétszer annyi memóriacsip kellett, mint egy 8 biteshez.
Az 1982-ben bevezetett 68008-at úgy tervezték, hogy olcsó 8 bites memóriarendszerekkel működjön együtt. A kisebb adatbusz miatt ugyanazon órajelen körülbelül fele olyan gyors volt, mint az eredeti 68000-es, azonban még így is gyorsabb volt, mint a vele versengő 8 bites mikroprocesszorok, mert a 68008-as belső felépítése egy 32 bites architektúrán alapult.
A kisebb cím- és adatsínektől eltekintve a 68008 ugyanúgy működik, mint egy 68000, belső szerkezete és microarchitektúrája ugyanaz.
A 68008 HMOS technológiával készült, kb. 70 000 tranzisztort tartalmaz; a csipek órajele 8 és 10 MHz lehet. A processzor két eltérő változatban készült. Az eredeti verzió 48 kivezetésű DIP tokozásban (dual in-line package) jelent meg, ennek 20 bites címbusza volt, amellyel 1 MiB memóriát volt képes címezni. Később jelent meg a második változat, 52 csatlakozós PLCC tokozásban (plastic leaded chip carrier); ennek 22 bites címbusza volt, ami 4 MiB memória használatát tette lehetővé.
Nem sok számítógépes rendszer készült 68008-as processzorral; talán a legismertebb közülük a Sinclair QL személyi számítógép. A 68008-as azonban népszerű volt a beágyazott rendszerek körében.
A Motorola 1996-ban szüntette be a 68008 gyártását.

## Jellemzők
- 8 db. 32 bites adatregiszter, 7 db. 32 bites címregiszter, 2 veremmutató (külön a felhasználói és a felügyelői üzemmódnak), 1 programszámláló, 8 és 16 bites állapotregiszterek
- 56 alap utasítástípus
- fejlett vektoros kivétel- és megszakításkezelés
- memóriába leképzett I/O – a ki/bemeneti portok memóriahelyekre vannak leképezve, memóriakezelő utasításokkal érhetők el, mint a 68000 processzorcsaládnál
- 14 címzési mód (ld. a Motorola 68000 processzor címzési módjai)
- teljes bináris kód-kompatibilitás az MC68000 processzorral
- 8 bites nem multiplexelt adatsín, bájt-orientált memóriák kezeléséhez
- nem szegmentált, lineáris memóriacímzés[2]